# Enrique de Leguina y Vidal
Enrique de Leguina y Vidal (Madrid, febrer de 1842 - 25 de novembre de 1923) fou un aristòcrata i historiador espanyol, membre de la Reial Acadèmia de la Història.
Es va dedicar a l'estudi de la història i de l'art espanyol. Membre del Col·legi d'Advocats de Madrid i de la Societat Econòmica d'Amics del País de Sevilla, en 1891 va rebre de la regent Maria Cristina la Baronia de la Vega de Hoz així com la grandesa d'Espanya. El 1901-1902 fou designat senador per la Societat Econòmica de Sevilla.
El 1914 fou escollit acadèmic de la Reial Acadèmia de la Història. També fou membre de la Hispanic Society of America i cronista oficial de Santander.

## Obres
- Hijos ilustres de la provincia de Santander, (1875)
- La iglesia de Latas (1891)
- Apuntes para la historia de San Vicente de la Barquera (1875 i 1905)
- Recuerdos de Cantabria (1875)
- Hijos ilustres de Santander (1875)
- El padre Rávago, confesor de Fernando VI (1876)
- Juan de la Cosa, piloto de Colón (1877)
- La plata española (Madrid: Librería de Fernando Fé, 1894)
- Espadas históricas (1898)
- Obras de bronce (Madrid: Librería de Fernando Fé, 1907)
- Las armas de Don Quijote (Madrid, [1908])
- Espadas de Carlos V (Madrid, Librería de Fernando Fé, 1908)
- Arquetas hispano-árabes (Madrid: Librería de Fernando Fé, 1912)
- Glosario de voces de armería (1912)